# Bête
Als Bête (von frz. bête [bɛt] = „dumm“ oder „unvernünftiges Tier“),  Labet oder eigedeutscht Bete, bezeichnet man bei verschiedenen Kartenspielen den Einsatz beziehungsweise das Geld, welches ein Spieler verloren hat. Beim Stichspiel Mistigri wird der Spieler, der keinen Stich bekommen hat, als „Bête“ bezeichnet.
Des Weiteren gibt es in Verbindung mit Verben weitere Bedeutungen:
- bête sein – bei einem Spiel verloren haben[1]
- Bête machen – setzen
- Bête ziehen – ein (Karten-)Spiel gewinnen

Labet ist auch ein anderer Name für das Kartenspiel Tippen.

## Belege
1. 1 2 3  „Bete“ In: Meyers Großes Konversations-Lexikon, Band 2. Leipzig 1905, S. 765.
2. ↑  „Mistigri“ In: Meyers Großes Konversations-Lexikon, Band 13. Leipzig 1908, S. 907.